# Поркаро, Джефф
Джеффри Томас «Джефф» Поркаро (англ. Jeffrey Thomas Porcaro; 1 апреля 1954, Хартфорд, Коннектикут — 5 августа 1992, Лос-Анджелес, Калифорния) — американский барабанщик-виртуоз, композитор, продюсер, один из основателей группы Toto. Поркаро являлся одним из самых востребованных сессионных музыкантов в истории индустрии. Несмотря на уже имевшийся огромный студийный опыт, широкая известность к нему пришла 1970-х, в качестве барабанщика группы Steely Dan в альбоме Katy Lied в 1975.
«Не будет преувеличением сказать, что звук, господствующий в поп/рок-игре на барабанах в 1980-х был, в значительной степени, звук Джеффа Поркаро».
В 1993 году Джефф Поркаро был посмертно возведен в Зал славы.

## Биография

### Личная жизнь
Джеффри Томас Поркаро родился 1 апреля 1954 года в Хартфорде, штат Коннектикут. Джефф являлся старшим сыном джазового ударника, перкуссиониста и преподавателя ударных Джозефа Поркаро. Его братья: средний — Майкл (бас-гитарист) и младший — Стивен (клавишник) также являются успешными студийными музыкантами и членами группы Toto. Поркаро вырос в районе долины Сан-Фернандо в Лос-Анджелесе и учился в средней школе Улисса С. Гранта.
Поркаро был женат на телеведущей Сьюзен Норрис с 1983 года, у них было трое сыновей.

### Карьера
Поркаро начал играть на барабанах с семи лет. Уроки давал его отец Джо Поркаро, а затем последовали дальнейшие занятия с Бобом Зиммитти и Ричи Лепором. В это время он называл Джима Келтнера и Джима Гордона своими кумирами.
В 17 лет Джефф заполучил свой первый контракт на гастрольный тур с Сонни и Шер. Уже к 20 годам у Поркаро в послужном списке было около сотни участий в записях альбомов, в том числе несколько из них для Steely Dan и Боза Скаггса.
В 1977 году Джефф Поркаро вместе со своими друзьями и соратниками по работе с Бозом Скаггс организовал рок-группу Toto.
В среде барабанщиков Поркаро известен прежде всего как автор паттерна для ударных «Rosanna shuffle», использованного в песне группы Toto — «Rosanna». Барабанный паттерн, называемый Half-Time Shuffle Groove, изначально был создан барабанщиком Бернардом Пурди, который назвал его «Purdie Shuffle». Рисунок паттерна является адаптацией Half-time шаффла из песни «Fool in the Rain» группы Led Zeppelin. «Rosanna shuffle» — одна из немногих ударных партий, удостоенных премии «Грэмми». Поркаро подробно описывает этот грув на видео Star Licks, которое он создал вскоре после того, как песня «Rosanna» стала популярной.
Помимо работы с Тото, он был также очень востребованным сессионным музыкантом. Поркаро сотрудничал со многими известными артистами тех времен, в их числе: Джордж Бенсон, Томми Болин, Ларри Карлтон, Эрик Кармен, Эрик Клэптон, Джо Кокер, Кристофер Кросс, Майлз Дэвис, Дональд Фаген, Стэн Гетц, Дэвид Гилмор, Джеймс Ньютон Ховард, Ал Джерроу, Элтон Джон, Лео Сэйер, Грег Лейк, Рики Ли Джонс, Пол Маккартни, Майкл Макдональд, Bee Gees, Сержио Мендес, Джим Мессина, Pink Floyd, Ли Ритенур, Дайана Росс, Боз Скэггз, Брюс Спрингстин, Барбара Стрейзанд, Ричард Маркс, Дон Хенли, Дэвид Фостер, Донна Саммер и Джо Уолш.
Поркаро записал партию ударных в четырёх треках из альбома «Thriller» Майкла Джексона, а также сыграл в песне «Heal the World», которая является хитом в альбоме «Dangerous».
Ричард Маркс посвятил ему песню «One Man» и сказал, что Поркаро был лучшим барабанщиком, с которым он когда-либо работал. Майкл Джексон сделал отдельную строку в примечаниях к своему альбому 1995 года HIStory: Past, Present and Future, Book I, которую он посвятил Поркаро.
Мастерство, талант, универсальность и невероятная работоспособность Джеффа Поркаро были всегда востребованы лучшими музыкантами и продюсерами Голливуда на протяжении всей его карьеры.

### Смерть
5 августа 1992 года Джефф Поркаро был экстренно доставлен в Humana Hospital-West Hills в состоянии комы с признаками сердечного приступа. Накануне Джефф обрабатывал пестицидами лужайку за своим домом, готовясь к барбекю, и получил тяжелое отравление химикатами. Спасти Поркаро медикам не удалось, он умер в тот же день.
Его похороны состоялись 10 августа в г. Форест-Лоун-Кладбище Голливуд-Хиллз, где он был похоронен на Линкольн-террас. Также в его честь был создан Мемориальный фонд Джеффа Поркаро, который занимается продвижением музыкальных и художественных работ в Grant High School, Лос-Анджелес, штат Калифорния, где он был студентом в начале 1970-х годов.

#### Версия
По словам одного из представителей журнала Los Angeles Times, в докладе округа Лос-Анджелес в списке причин смерти Джеффа был указан сердечный приступ от атеросклероза, индуцированного употреблением кокаина, а не от аллергической реакции на пестициды, как предполагали сразу после его смерти родственники и участники группы Toto. Семья, друзья и соратники по группе до сих пор оспаривают утверждение, что употребление кокаина привело к его смерти, и утверждают, что он иногда употреблял наркотики, но не был наркотически зависимым.
Вырученные средства от концерта в Универсальном Амфитеатре в Лос-Анджелесе 14 декабря 1992 года, в котором принимали участие: Джордж Харрисон, Боз Скагс, Дональд Фейген, Дон Хенли, Майкл Макдональд, Дэвид Кросби, Eddie Van Halen, и члены группы Toto пошли на создание образовательного трастового фонда для сыновей Поркаро.

## Оборудование
Джефф Поркаро был эндорсером барабанов Pearl, тарелок Paiste, пластиков Remo. Именные палочки компании Regaltip «Jeff Porcaro» выпускаются по сей день (по состоянию на 2017 год). Он использовал другие марки барабанов, в частности Ludwig, Gretsch, Camco и Yamaha, пока не остановился на барабанах Pearl в 1982 году.

## Дискография

### С Toto
- Toto (1978)
- Hydra (1979)
- Turn Back (1981)
- Toto IV (1982)
- Isolation (1984)
- Dune (1984) (soundtrack)
- Fahrenheit (1986)
- The Seventh One (1988)
- Past to Present (1990) (compilation album)
- Kingdom of Desire (1992) (выпущен посмертно)
- Toto XX (1998) (compilation album)

### С другими артистами
- Joe Cocker — I Can Stand a Little Rain (1974), Civilized Man (1984)
- Steely Dan — Pretzel Logic (1974), Katy Lied (1975), FM (No Static at All) (1978), Gaucho (1980)
- Boz Scaggs — Silk Degrees (1976), Down Two Then Left (1977), Middle Man (1980), Other Roads (1988)
- Diana Ross — Baby It's Me (1977), Ross (1983)
- Larry Carlton — Larry Carlton (1978), Sleepwalk (1981), Friends (1983)
- Pink Floyd — The Wall (1979) — «Mother»
- Aretha Franklin — Aretha (1980), Love All the Hurt Away (1981)
- Bee Gees — Living Eyes (1981)
- Рэнди Кроуфорд — Secret Combination (1981), Windsong (1982)
- Al Jarreau — Breakin' Away (1981) — «Breakin' Away», Jarreau (1983) — «Mornin'», «Step by Step», «Black and Blues»
- Michael Jackson — Thriller (1982) — «Beat It», «Human Nature», «The Girl is Mine», «The Lady in my Life», Dangerous (1991) — «Heal the World»
- Elton John — Jump Up! (1982)
- Herbie Hancock — Lite Me Up (1982)
- Don Henley — I Can't Stand Still (1982) — «Dirty Laundry», «New York Minute» on The End of the Innocence (1989)
- Майкл Макдональд — If That’s What It Takes (1982) — «I Keep Forgettin'», No Lookin' Back (1985), Take It to Heart (1990)
- George Benson — In Your Eyes (1983) — «Lady Love Me (One More Time)»
- Christopher Cross — Another Page (1983) — Rendezvous (1992)
- Лайонел Ричи — Can’t Slow Down (1983) — «Running with the Night», — Louder Than Words (1996) — «The Climbing»
- David Gilmour — About Face (1984)
- Paul McCartney — Give My Regards to Broad Street (1984)
- Joe Walsh — The Confessor (1985)
- Eric Clapton — Behind the Sun (1985) — «Forever Man»
- Madonna — Like a Prayer (1989), I'm Breathless (1990)
- Michael Bolton — Time, Love & Tenderness (1991)
- Cher — Love Hurts (1991)
- Dire Straits — On Every Street (1991)
- Richard Marx — Rush Street (1991), Paid Vacation (1993) — «One Man»
- Roger Waters — Amused to Death (1992) — «It’s a Miracle»

## Книга
Про Поркаро была выпущена книга «It’s About Time Jeff Porcaro The Man And His Music, a new biography» написанная Робином Флансом, издана в середине сентября 2020 года.